# Осцилювальний виконавчий механізм

Рис. 1. Осцилювальний механізм.

Осцилювальні виконавчі механізми використовують у техніці різних галузей господарства, наприклад, для створення зворотно-поступального переміщення вузлів металорізальних верстатів переважно
шліфувальної групи.
На рисунку 1 наведено конструктивну схему
осцилювального механізму шліфувального верстата. На
валу 1 знаходиться приводний кривошип 2, обладнаний
шатуном 3, що шарнірно зв'язаний із двохплечовим
важелем 4, одно плече 5 якого (за допомогою пальця 6)
з'єднано із опорою у вигляді паза 7 диска 8, встановленого
на станині, а друге плече 9 шарнірно пов'язано із
виконавчим органом верстата. Диск 8 із пазом 7 через зубчасту передачу з'єднано із шестірнею 10 ручного
приводу зміни величини ходу осциляції виконавчого
органу верстата.
Механізм працює так. Обертання від вала 1 передається
на кривошип 2 і потім через шатун 3 та двохплечовий
важіль 4 перетворюється в осцилювальний рух
виконавчого органа верстата, шарнірно пов'язаного із
плечем 9 важеля 4. Водночас палець 6, закріплений на
плечі 5 важеля 4, виконує зворотно-поступальний рух по
пазу 7 диска 8.
Регулюють величину ходу осциляції виконавчого органа
верстата через зміну положення паза 7 обертанням диска 8
за допомогою шестерні 10 ручного приводу. Через зміну
положення поздовжньої осі паза 7 диска 8 у межах від — 45º…+45º від горизонталі можна регулювати величину
ходу осциляції виконавчого органа від 0 до 4е. У
горизонтальному положенні осі паза 7 диска 8 величина
ходу осциляції виконавчого органа дорівнює подвоєному
ексцентриситетові кривошипа. При повороті диска на 45º
проти годинникової стрілки шарнірне з'єднання плеча 9 важеля 4 із робочим органом залишається нерухомим (хід
осциляції виконавчого органа дорівнює нулю). Поворот
диска на 45º за годинниковою стрілкою обумовлює такий
рух важеля 4, при якому шарнірне з'єднання плеча 9 з
виконавчим органом забезпечує хід останнього, що
дорівнює 4е. Через встановлення диска із можливістю
повороту виконують плавне регулювання ходу осциляції
виконавчого органа в широкому діапазоні (від 0 до 4е).
Через збільшення діапазону ходу осциляції виконавчого
органа можна розширити технологічні можливості
металорізальних верстатів шліфувальної групи.